# Johannes de Plano Carpini
Johannes av Plano Carpini, eller Giovanni da Pian del Carpine, Johannes av Pian de Carpine, Joannes de Plano, född omkring 1180, troligen i Magione som förr hette Pian de Carpine, död 1 augusti 1252, var en av de första européer som fick tillträde till hovet vid khanen av Mongolriket, och författare till det första viktiga arbetet i Västeuropa om Nordasien och Centralasien, Rus, och andra områden som mongolerna eller tartarerna regerade över.

## Biografi
Johannes de Plano Carpini synes ha varit född i Umbrien, där det förr fanns en plats som hette Pian de Carpine, men numera Magione, som är belägen nära Perugia på vägen till Cortona. Han var en av följeslagarna och lärjungarna till sin landsman Franciskus av Assisi, och kan genom entydiga indikationer knappast ha varit yngre än den senare. Johannes hade högt anseende i Franciskanorden, för vilken han spelade en framträdande roll i ordens utbredning, och hade höga befattningar i Hertigdömet Sachsen, Spanien, möjligen Barbareskkusten och Köln.
Under hans tid i Köln inträffade den stora mongolinvasionen av östra Europa samt det förödande slaget vid Liegnitz (9 april 1241), vilket utgjorde ett allvarligt hot att den europeiska kristendomen skulle falla under khanens av Mongoliska imperiet styrelse, Ögedei. Hotet från tartarerna var fortfarande högst påtagligt när påve Innocentius IV fyra år senare påbjöd den första formella kristna missionen till Mongolriket. Missionen var dels en protest mot mongolinvasionen, dels ett sätt att skaffa sig pålitlig information om de mongoliska arméerna och deras avsikter. Ytterligare ett skäl kan kanske ha varit att upprätta de diplomatiska förbindelser som realiserades senare, med en makt som kunde bli ovärderlig i kampen mot islams utbredning.
Som överhuvud för missionen satte påven broder Johannes, som vid tiden knappast var mycket yngre än 65 år, och det verkar som om alla planer därom överläts åt honom. Påven gav honom kreditivbrev till khanen, varigenom han blev påvlig legat. Johannes avreste från Lyon, där påven befann sig, på påskdagen, 16 april 1245, åtföljd av en annan munk, en Stefan av Böhmen som bröt upp vid Kanev i närheten av Kiev, och lämnade honom ensam. Efter att ha sökt råd hos en gammal vän, kung Wenzel I av Böhmen, fick Johannes sällskap av en annan minorit, Benedykt Polak, som utsågs till hans tolk.
Därefter bar det av till Kiev; tartarernas land började vid Kanev, och därför förlades rutten genom Dnepr till Don och Volga – Johannes är den första västerlänning som givit floderna deras moderna namn. Vid den senare floden hade Batu khan sitt läger. Batu khan var en berömd erövrare av Östeuropa, och den högste befälhavaren vid imperiets västra front, såväl som den högst aktade prinsen av Djingis Khans hus. Innan envoyéerna tilläts träffa prinsen, fick de i början av april 1246 passera mellan två eldhärdar för att avlägsna eventuella skadliga tankar och gifter.
Batu beordrade dem att fortsätta mot den högste khanens hov i Mongoliet, och återigen på påskdagen, 8 april 1246, påbörjade de den andra etappen av sin resa, ”så sjuka”, skriver Johannes, ”att vi med nöd och näppe kunde sitta på våra hästar; och genom hela den fastan hade våra måltider anrättats av blott mjöl med salt och vatten, och med blott snö smält i en kittel att dricka”.
De utstod svåra fysiska påfrestningar med svält under den långa ritten, som förde dem genom Uralfloden, norr om Kaspiska havet, Aralsjön, Syr Darja (quidam fluvius magnus cujus nomen ignoramus; en stor flod vars namn vi inte känner till), och de muslimska städerna som då var belägna vid stränderna; sedan längs de Dzungarianska sjöarna; och så vidare tills de på Maria Magdalenas festdag 22 juli nådde det för dem till namnet obekanta lägret vid imperiets utkanter, som kallades Sira Orda (Gula paviljongen) nära Karakorum. Denna gamle, envisa man hade då företagit en ritt på omkring 3000 miles på 106 dagar.
Sedan Ögedei hade dött hade imperiet inte lyckats finna en efterträdare. Güyük, Ögedeis äldste son, hade slutligen utsetts till att intaga tronen; hans formella utnämning skedde när munkarna befann sig i Sira Orda, tillsammans med omkring 3000 till 4000 envoyéer och utsända från Asien och Östeuropa som kommit dit för att ge den nye härskaren sina välgångsönskningar och trohetsbetygelser. Den 24 augusti bevittnade de det formella trontillträdet vid lägret kallades Gyllene Ordu, och därefter presenterades de för kejsaren. Güyük nekade att bli kristen, och krävde att påven och Europas härskare skulle komma till honom och svära honom sin lydnad. Inte förrän i november kunde de bryta upp från hovet, med ett brev till påven på mongoliska, arabiska och latin, som inte var mycket mer än en kortfattad och högdragen befallning från khanens råd, likt ett Guds plågoris. De påbörjade då den långa, vintriga hemfärden; ofta tvingades de övernatta på snön eller på mark som skrapats snöfri med fötterna. Den 10 juni 1247 anlände de till Kiev. Där, och under den följande återresan, välkomnade de kristna dem som om de hade uppstått från de döda. De korsade Rhen vid Köln, fick veta att påven ännu befann sig i Lyon, där de överlämnade sin rapport och khanens brev.
Inte lång tid därefter belönades broder Johannes med ärkebiskopssätet i Antivari i Dalmatien, och sändes som nuntie till Ludvig IX av Frankrike. Datumet för hans död kan säkerställas genom franciskanernas martyrologi och andra auktoritativa källor, till 1 augusti 1252, vilket innebär att han levde ytterligare fem år efter sin mödosamma resa.

## Historia Mongalorum
Den information som han hade införskaffat sammanställde han i ett arbete som omväxlande kallas Historia Mongalorum quos nos Tartaros appellamus (Historien om mongolerna, som vi kallar tartarer) och Liber Tartarorum, eller Liber Tatarorum (Boken om tartarerna eller Boken om tatarerna). Denna avhandling består av åtta innehållsrika kapitel om landet, klimatet, traditioner, religion, karaktärsdrag, historia, regler och sedvänjor hos tartarerna, samt förslag på det bästa sättet att stå emot dem, följt av ett nionde kapitel om de trakter som de färdades igenom.
Titeln är tämligen betecknande i så måtto att den drar uppmärksamheten mot det faktum att mongolerna inte var identiska med tatarerna. I själva verket framgår det av arbetet att mongolerna var förolämpade över att benämnas med detta namn; tatarerna hade besegrats av dem efter flera slag omkring 1206 och hade sedan dess upphört att existera som en självständig etnisk grupp.
Ett utkast till arbetet som kanske bygger på Johannes föreläsningar dök upp på marknaden på 1960-talet och köptes upp av Yale University. Denna Tatar eller Tatarrelationen beskriver Johannes resa samt några detaljer som inte finns med i det slutliga arbetet. Manuskriptet är kanske mest känt för att det hörde samman med ett manuskript av Vincentius Bellovacensis populära encyklopedi Speculum historiale och tillika en, kanske förfalskad, karta över Vinland, den så kallade Vinlandskartan.
I likhet med andra berömda itinerarier från medeltiden saknar Historia Mongalorum spår av en synlig berättare. Hans arbete är i vissa hänseenden kvalitativt sämre än det som skrevs några år senare av en yngre broder från samma orden, Vilhelm av Ruysbroek, som var Ludvig IX:s aktade envoyé i Mongolriket. Men trots vissa defekter är hans arbete på många sätt centralt i ämnet utomeuropeiska expeditioner före Marco Polo. En av Johannes mera nytänkande rekommendationer var att upprätta lätt kavalleri för att besegra mongolerna.
Det är det första vittnesbördet om Mongolriket i den katolska kristendomens historia. Redogörelserna om tatarernas seder, bruk och historia är möjligen litterärt sett de yppersta under medeltiden. Verket innehåller dessutom en lista om fyra namn på nationer som besegrats av mongolerna, uppräkningar av vilka nationer i området som dittills (1245–1247) lyckats stå dem emot, av de mongoliska prinsarna och flera ögonvittnesskildringar som möten med handelsmän i Kiev. Alla dessa uppgifter saknar motstycke i den västerländska litteraturen och är av största historiska värde.